# Liste de géographes
La liste des géographes présente les principaux géographes par période historique depuis l'Antiquité. On y trouve également les dates de naissance et de mort si elles sont connues, ainsi que les éventuelles contributions majeures à la géographie.
Selon AWALOU

## Antiquité

### Grèce
- Anaximandre (610 av. J.-C. - 546 av. J.-C.) : réalise l'une des premières cartes du monde connu.
- Hécatée de Milet (540 av. J.-C. - 490 av. J.-C.)
- Hérodote (488 av. J.-C. - 425 av. J.-C.) : auteur de la première chorographie
- Pythéas
- Ératosthène (276 av. J.-C. - 194 av. J.-C.) : calcul de latitudes et longitudes, calcul de la circonférence terrestre
- Hipparque de Nicée (190 av. J.-C. - 120 av. J.-C.)
- Marcellus (IIe av. J.-C. - Ier siècle av. J.-C.)
- Claudius Ptolemaeus, Ptolémée (90 - 168)
- Pausanias (115 - 180)

### Rome
- Strabon
- Pomponius Mela
- Pline l'Ancien (23, 79)
- Tacite (54, 134)
- Marin de Tyr

### Chine
- Zhang Qian (mort en -113) voyageur chinois, a visité la Bactriane et découvre les routes commerciales devenues la route de la soie empruntée par les marchands chinois dès 106 av. J.-C.
- Liu An, prince chinois, roi de Huainan sous les Han Occidentaux, il entreprit la rédaction du Huainan Zi
- Ban Gu (32-92), historien, il a initié les premiers index géographiques
- Gan Ying nommé ambassadeur dans la province romaine de Syrie, il visita l'Empire parthe en 97 ap. J.-C.
- Pei Xiu (224-271)
- Guo Pu à qui on a parfois attribué le Shui Jing (Classique des voies navigables) écrit au IIIe siècle
- Faxian moine bouddhiste qui a fait un pèlerinage en Inde (399-414) en partant de la vallée du fleuve Jaune
- Chang Du, a rédigé le Hua Yang Guo Chi (Géographie historique du Sichuan) de 347
- Li Daoyuan (vers 470-527) a écrit le Shui Jing Zhu (Classique des voies navigables commenté).

## Moyen Âge

### Europe
- Vincent de Beauvais (1190-1267), dominicain célèbre pour avoir écrit une encyclopédie comprenant, dans le Speculum Naturale, 4 livres consacrés à la géographie,
- Guillaume de Rubrouck (1215-1295), franciscain ayant effectué un voyage chez les Mongols, et rapporté de nombreuses informations utiles à Marco Polo,
- Marco Polo (1254-1324), explorateur vénitien,
- Jean de Mandeville (?-1372), explorateur anglais, et auteur du livre des merveilles du monde,
- Pierre d'Ailly  (1350-1420), auteur de l'Imago mundi (1410, imprimé en 1478),
- Martin Behaim (1459-1506), cosmographe et navigateur allemand, premier globe terrestre en 1491.

### Monde musulman
- Al-Khwârizmî (780-850)
- Al-Battani (855-923)
- Al-Mas'ûdî (896-956)
- Al-Biruni (973-1048)
- Al Idrissi (1100-1165)
- Ibn Battûta (1304-1377)
- Ibn Khaldoun (1332-1406)

### Chine
- Wang Xuance, sous la dynastie Tang (618-907), a écrit le livre Zhang Tian-zhu Guo Tu (comptes rendus illustrés de l'Inde centrale)
- Xuanzang (602-664), moine bouhiste, a visité l'Inde
- Yi Jing (635-713) moine bouddhiste qui a fait le récit de ses voyages
- Jia Dan (730-805) décrit l'itinéraire maritime pour arriver jusqu'à l'embouchure du golfe Persique
- Liu Yuanding, ambassadeur chinois au Tibet redécouvrit la source du fleuve Jaune en 822 qui avait été découverte en 635
- Shen Kuo (1031-1095) a consacré une part importante de son œuvre écrite à la géographie ainsi qu'à la réflexion sur la formation des sols (géomorphologie)
- Fan Chengda (1126-1193) écrivit le traité géographique connu sous le Gui Hai Yu Heng Chi
- Xu Jing a écrit les récits de traversée par mer et de voyage à travers la Corée dans son ouvrage datant de 1124, le Xuan-He Feng Shi Gao Li Tu Jing (Rapport illustré d'une ambassade en Corée pendant la période du règne de Xuan-He)
- Zhao Rugua (1170-) fonctionnaire chinois de haut rang, a donné dans le Zhu Siben une description détaillée de la mer de Chine méridionale, de l'Asie du Sud-Est et de l'Inde
- Na-xin a écrit un traité de topographie archéologique de toutes les régions au nord du fleuve Jaune, dans son livre He Shuo Fang Gu Ji
- Qiu Chuji aussi appelé Changchun, moine taoïste chinois qui se rendit au Cachemire à la demande de Gengis Khan entre 1219 et 1222
- Zhou Daguan a écrit une géographie du Cambodge médiéval (l'empire khmer) dans le livre Zhen-La Feng Tu Ji de 1297
- Zhu Siben a dressé au XIVe siècle une carte de l'océan indien et de la côte africaine jusqu'au cap de Bonne-Espérance
- Zheng He (1371-1433) amiral et explorateur chinois

## Époque moderne

### Europe
- Konrad Peutinger (1465-1547)
- Martin Waldseemüller dit Hilacomilus (1470-1522)
- Nicolas Copernic (1473-1543)
- Sebastian Münster (1489-1552)
- Pedro Nunes (1502-1578)
- Aegidius Tschudi (1505-1572)
- Gérard Mercator (1512-1594)
- Nicolas de Nicolaÿ (1517-1583)
- Abraham Ortelius (1528-1598)
- Vincenzo Coronelli (1650-1718)

### XVIIIesiècle
- César-François Cassini, Cassini III (1717-1784)
- Louis Charles Desnos, (1725-1805)
- Jean Jacques Louis François des Gervais, actif en 1757, ingénieur géographe du roi.
- Jean Marie Leperchais, actif en 1775, ingénieur géographe.
- Jean-Dominique Cassini, Cassini IV (1748-1845)
- Louis Brion de la Tour, (1756-1823)
- Jean-Denis Barbié du Bocage (1760-1825)
- Pierre Simonel (1760-1810)
- Pierre Jacotin (1765-1827)
- Rodolphe Schouany, actif en l'an VI., ingénieur géographe.

### Chine
- Xu Xiake (1587-1641) voyagea à travers les provinces de la Chine pour écrire son énorme traité géographique et topographique

## Époque contemporaine

### XIXesiècle
- Alexander von Humboldt (1769-1859)
- Carl Ritter (1779-1859)
- Agostino Codazzi (1793-1859)
- Conrad Malte-Brun (1775-1826)
- Charles Darwin (1809-1882)
- Victor-Adolphe Malte-Brun (1816-1889)
- Karl Müller (1813-1894), philologue helléniste
- Victor Levasseur
- Pierre Émile Levasseur (1828-1911)
- Élisée Reclus (1830,1905)
- Ármin Vámbéry (1832)-(1913)
- François Perrier, général (1833,1888)
- Pierre Foncin (1841-1916)
- Friedrich Ratzel (1844-1904)
- Franz Schrader (1844-1924)
- Paul Vidal de La Blache (1845-1918)
- William Morris Davis (1850-1934)
- Charles de Foucauld (1858-1916)
- Rudolf Kjellén (1864-1922)
- Martha Krug-Genthe  (1871-1945)

### XXesiècle
- Lucien Gallois (1857-1941)
- Halford John Mackinder (1861-1947)
- Emmanuel de Margerie (1862-1953)
- Louis Gallouédec (1864-1937)
- Jean Brunhes (1869-1930)
- Camille Vallaux (1870-1945)
- Albert Demangeon (1872-1940)
- Emmanuel de Martonne (1873-1955)
- André Siegfried (1875-1959)
- Henri Baulig (1877-1962)
- Raoul Blanchard (1877-1965)
- Isaiah Bowman (1878-1950)
- Fernand Maurette (1879-1937)
- Jules Sion (1879-1940)
- Georges-Jean Maury (1880-1953)
- Maximilien Sorre (1880-1962)
- Jacques Ancel (1882-1943)
- Philippe Arbos (1882-1956)
- Daniel Faucher (1882-1970)
- Pierre Denis (1883-1950)
- Ernest Bénévent (1883-1967)
- André Cholley (1886-1968)
- René Clozier (1888-1987)
- Théodore Lefebvre (1889-1943)
- Georges Chabot (1890-1975)
- Jules Blache (1893-1970)
- Maurice Pardé (1893-1973)
- Paul Marres (1893-1974)
- André Gibert (1893-1985)
- Erwin Raisz, (1893-1968)
- Alfons Gabriel (1894-1975)
- Lucien Gachon (1894-1984)
- Pierre Deffontaines (1894-1978)
- Jaromír Korčák (1895–1989)
- André Allix (1895-1966)
- Roger Dion (1896-1981)
- Charles Robequain (1897–1963)
- Éric Dardel (1899–1967)
- Pierre Gourou (1900-1999)
- André Meynier (1901-1983)
- Aimé Perpillou (1902-1976)
- Louis Papy (1903-1990)
- Jean Dresch (1905-1994)
- Maurice Le Lannou (1906-1992)
- André Cailleux (1907-1986)
- Pierre Monbeig (1908-1987)
- Pierre George (1909-2006)
- Pierre Birot (1909-1984)
- Orlando Ribeiro (1911-1997)
- Paul Veyret (1912-1988)
- André Guilcher (1913-1993)
- Étienne Juillard (1914-2006)
- Jean Gottmann (1915-1994)
- Jacqueline Beaujeu-Garnier (1917-1995)
- François Taillefer (1917-2006)
- Max Derruau (1920-2004)
- Michel Phlipponneau (1921-2008)
- Jean Malaurie (1922)
- Philippe Pinchemel (1923-2008)
- Aziz Ab'Sáber (1924-2012)
- Milton Santos (1926-2001)
- Jacques Béthemont (1928-2017)
- Yves Lacoste (1929)
- Fernand Verger (1929-2018)
- Roger Brunet  (1931)
- Olivier Dollfus (1931-2005)
- Paul Claval (1932)
- Peter Hall (1932-2014)
- Armand Frémont (1933-2019)
- Pierre Gentelle (1933-2010)
- Brian Berry (1934)
- David Harvey (1935)
- Claude Raffestin (1936)
- Christian Huetz de Lemps (1938-2017)
- Guy Burgel (1939)
- Kevin Cox (1939)
- Michel Bruneau (1940)
- Horacio Capel Sáez (1941)
- Augustin Berque (1942)
- Jean-Paul Charvet (1942)
- Yvette Veyret (1943)
- Bernadette Mérenne-Schoumaker (1943)
- Jean-Pierre Augustin (1944-2022)
- Antoine Bailly (1944-2021)
- Michael Frank Goodchild (1944)
- Alain Gascon (1944)
- Guy Di Méo (1945)
- Micheline Hotyat (1945)
- André-Louis Sanguin (1945)
- Heinz Wanner (1945)
- Benoît Antheaume (1946-2023)
- Paul Arnould (1946)
- Michel Foucher (1946)
- Denise Pumain (1946)
- Béatrice Giblin-Delvallet (1947)
- Jean-Louis Chaléard (1947)
- Alain Dubresson (1947)
- Denis Cosgrove (1948-2008)
- Jean-Paul Bravard (1948)
- Laurent Carroué (1948)
- Rémy Knafou (1948)
- Jean-Paul Amat (1949)
- Jean-Jacques Bavoux (1949)
- Pierre Frankhauser (1949)
- Jean-Robert Pitte (1949)
- Christian Grataloup (1951)
- Martine Tabeaud (1951)
- Jacques Lévy (1952)
- Georges Benko (1953)
- Denis Retaillé (1953)
- Lena Sanders (1955)
- Gilles Fumey (1957)
- Isabelle Lefort (1957)
- Laurent Carroué (1958)
- Thierry Joliveau (1958)
- Bernard Debarbieux (1959)
- Olivier Lazzarotti (1959)
- Sylvie Brunel (1960)
- Béatrice Collignon (1960)
- Michel Lussault (1960)
- Denis Eckert (1961)
- Philippe Gervais-Lambony (1962)
- François Bost (1963)
- Michel Bussi (1965)
- Jean-François Staszak (1965)
- Luc Gwiazdzinski (1966)
- Anne-Laure Amilhat Szary (1970)
- Emmanuelle Bonerandi (1971-2011)
- Céline Vacchiani-Marcuzzo (1974)
- Lionel Laslaz (1975)
- Olivier Milhaud (1978)
- Yann Calbérac (1980)